# Лісові гойдалки
«Лісові гойдалки» (рос. «Лесные качели») — білоруський радянський художній фільм в 1975 року режисера Михайла Пташука за сценарієм Інги Петкевич. Виробництво кіностудії «Білорусьфільм».

## Сюжет
У піонерський табір, в середині другої зміни, призначений новий начальник. Він — колишній військовий льотчик, до війни навчався в педінституті, намагається вникнути в проблеми хлопців, які втомилися від формального підходу до свого життя з боку вихователів. Найбільш консервативна в своїх педагогічних поглядах старша піонервожата, яка гостро реагує на таємне любовне листування п'ятнадцятирічних підлітків.

## У ролях
- Олег Єфремов —  Єгоров
- Нінель Мишкова —  Таїсія Семенівна
- Марина Матвеєнко —  Настя
- Борис Лазарєв —  Льоша Зуєв
- Анна Каменкова —  Світлана
- Станіслав Фран —  Стас

## Знімальна група
- Автор сценарію: Інга Петкевич
- Режисер:  Михайло Пташук
- Оператор:  Юрій Марухін
- Художники:  Євген Ігнатьєв,  Валерій Назаров
- Композитор:  Станіслав Пожлаков
- Текст пісень:  Гліб Горбовський